# بلدة فورست (مقاطعة جينيسي)
فورست، مقاطعة جينيسي (بالإنجليزية: Forest Township, Genesee County, Michigan)‏ هي بلدة تقع في مقاطعة جينيسي (ميشيغان) بولاية ميشيغان في الولايات المتحدة. تبلغ مساحتها 93.6 (كم²)، وترتفع عن سطح البحر 369 م، بلغ عدد سكانها 4738 نسمة في عام 2000 حسب إحصاء مكتب تعداد الولايات المتحدة وتصل الكثافة السكانية فيها 51.1 نسمة/كم2.

## وصلات خارجية
- The US50 - Cities and Towns in Michigan State
- Michigan Cities and Towns, Facts, Map, Flag, Colleges, Government, and More